# جيمس بلفور (مهندس معماري)
جيمس بلفور هو مهندس معماري كندي، ولد في 1854 في هاميلتون في كندا، وتوفي بنفس المكان في 1917.